# Байки инсайдера
Байки инсайдера — четвёртый студийный альбом российской рэп-рок-группы Anacondaz, выпущенный в 2015 году.

## Об альбоме
Выход альбома был предзнаменован выпуском весной и летом 2015 года синглов «Вызывай», «Бесит» и «Мотоципл», а также клипов на них. В сентябре, непосредственно перед выходом альбома, был выпущен сингл «Мне мне мне» и клип на него. В интервью порталу Rap.ru была объявлена дата релиза пластинки — 24 сентября. Как и в случае с предыдущим альбомом, деньги на запись были собраны при помощи краудфандингового проекта на сайте Planeta.ru. Причём, требуемая сумма в двести тысяч рублей была собрана за сутки, а всего на запись альбома было собрано более полумиллиона рублей.

## Критика
В своей рецензии на портале InterMedia, музыкальный обозреватель Алексей Мажаев называет творчество Anacondaz «удовольствием для понимающих». Им отмечается и чувство юмора, и неожиданные рифмы, однако, высказываются сомнения по поводу того, сможет ли этот альбом помочь группе найти новых слушателей. Среди песен, которые способны понравиться широкой аудитории называются: «Пока не готов (при участии Саша rAP)» — жалоба на то, что в условиях экономического кризиса, рэперы вынуждены писать тексты самостоятельно, а не прибегать к услугам ghost writer’ов; «Комментарий» — текст которой, в компьютерных терминах рассказывает о всех неудобствах нашей Вселенной. Также, в числе самых удачных композиций альбома были отмечены «Мама, я люблю», «Сон», «Средний палец», «Бесит», «Тёлки тачки (при участии Зимавсегда)» и «Не моё». Старые же слушатели, пишет критик, могут заскучать при прослушивании альбома из-за того, что тексты, оценённые им по большей части положительно, сопровождаются не всегда удачно подобранными аранжировками. По поводу использования ненормативной лексики, критик заявил, что артисты местами «не разговаривают матом, а ругаются», то есть без мата вполне можно было обойтись.

## Список композиций
| №   | Название                               | Длительность |
| --- | -------------------------------------- | ------------ |
| 1.  | «Мама, я люблю»                        | 3:45         |
| 2.  | «Полный»                               | 2:34         |
| 3.  | «Мне мне мне»                          | 3:53         |
| 4.  | «Сон»                                  | 2:38         |
| 5.  | «Средний палец»                        | 4:32         |
| 6.  | «Бесит»                                | 2:31         |
| 7.  | «Вызывай»                              | 2:32         |
| 8.  | «Факап»                                | 3:23         |
| 9.  | «Пока не готов» (при участии Саша rAP) | 4:14         |
| 10. | «Тёлки тачки» (при участии Зимавсегда) | 4:22         |
| 11. | «Не моё»                               | 3:14         |
| 12. | «Узор»                                 | 3:19         |
| 13. | «Честный обмен»                        | 2:57         |
| 14. | «Комментарий»                          | 3:06         |
| 15. | «Мотоципл»                             | 4:21         |

## Участники записи
- Сергей Карамушкин — вокал
- Артём Хорев — вокал
- Илья Погребняк — гитара
- Евгений Форманенко — бас-гитара
- Тимур Есетов — битмейкер
- Алексей Назарчук — ударные
- Marker — скретчи на «Мама, я люблю» и «Честный обмен»
- DJ Mos — скретчи на «Вызывай» и «Узор»
- Саша rAP — вокал на «Пока не готов»
- Игорь Наджиев — вокал на «Тёлки тачки»

## Видео
- 2014 — «Честный обмен»
- 2015 — «Вызывай» (п.у. DJ MOS)
- 2015 — «Бесит»
- 2015 — «Мотоципл»
- 2015 — «Мне мне мне»
- 2015 — «Пока не готов» (п.у. Саша rAP)
- 2015 — «Узор»
- 2016 — «Мама я люблю»